# Perdifumo
Perdifumo ist eine Gemeinde mit 1808 Einwohnern (Stand 31. Dezember 2023) im Südwesten Italiens in der Provinz Salerno (Region Kampanien).
Der Ort liegt im Westen des Nationalparks Cilento etwa 3,5 km vom Mittelmeer entfernt.

## Geografie
Zur Gemeinde gehören noch drei weitere Ortschaften: Camella, Vatolla und Mercato Cilento. Die Nachbargemeinden sind Castellabate, Laureana Cilento, Lustra, Montecorice, Serramezzana und Sessa Cilento.
Perdifumo liegt am nördlichen Hang des 1130 Meter hohen Monte Stella, des höchsten Bergs in der näheren Umgebung, und ist Teil des Nationalparks Cilento und Vallo di Diano, sowie der Comunità Montana Alento-Monte Stella.